# Élections municipales de 1881 à Paris
Les élections municipales de 1881 à Paris se déroulent le 9 et 16 janvier 1881. 

## Mode de scrutin
Les conseillers de Paris sont élus pour une durée de trois ans, contrairement à ceux du reste de la France, élus pour une durée de quatre ans. L'élection se fait au scrutin uninominal majoritaire à deux tours dans le cadre du quartier. Chaque quartier administratif dispose ainsi d'un conseiller de Paris. Les maires et adjoints d’arrondissements sont nommés, conformément à la loi du 14 avril 1871 promulguée par le gouvernement d'Adolphe Thiers et qui prive Paris d'un maire. L’État administre directement la ville de Paris par le biais du préfet de la Seine et du préfet de Police.

## Contexte
Au sein du Conseil municipal de Paris, le statut d'exception de la capitale commence à être de plus en plus remis en question, notamment par les élus radicaux. Le 6 novembre 1880 un important projet défendant l'autonomie municipale, élaboré par le conseiller radical Sigismond Lacroix, est adopté. Ce vœu s'inspire des traditions révolutionnaires, avec une municipalité qui aurait de nouveau un maire et 8 adjoints. Le maire de Paris aurait été choisi par le conseil municipal parmi ses membres, et été révocable par celui-ci. Les conseillers municipaux auraient été élus au scrutin de liste par arrondissement, à la représentation proportionnelle et ils auraient touché une indemnité. 
Absents du conseil municipal depuis la fin de la Commune de Paris, les socialistes présentent de nouveau des candidats. Le 13 juin 1880, lors d'un élection municipale partielle, l’ancien communard Alexis Louis Trinquet est élu conseiller municipal dans le 20e arrondissement en tant que candidat de l'amnistie depuis le bagne de l'île Nou. Malgré l'annulation de son élection, 57 candidats collectivistes ou communalistes se présentent en janvier 1881.

## Résultats
Le scrutin est marqué par le recul des républicains modérés, qui perdent 9 sièges, ce qui permet un renforcement des républicains radicaux, ainsi qu'un regain de quelques sièges pour la droite conservatrice et monarchiste. Toutefois, les républicains dans leur ensemble demeurent largement majoritaires avec 71 sièges sur 80. À gauche les socialistes échouent à se faire élire.  
Sigismond Lacroix est élu président du conseil municipal le 15 février, avec un bureau majoritairement de républicains radicaux. Toutefois, en mai ce bureau n'est pas reconduit au profit des républicains modérés hostiles à son projet avec l'élection à la présidence de Maurice Engelhardt. Ces désaccords conduisent à la formation de deux groupes séparés. Le « groupe de l’autonomie communale » regroupe les radicaux et les soutiens d'une décentralisation selon le projet Lacroix, face au « groupe républicain radical du Conseil municipal de Paris » autour des modérés. Face à ces deux groupes républicains en désaccord au sujet de l'organisation municipale, ce sont les 9 élus de droite dirigés par le légitimiste Ferdinand Riant qui déterminent la majorité.  

## Sources
- Nobuhito Nagaï, « Chapitre III. Évolution politique du conseil municipal de Paris de 1871 à 1914 », dans Les conseillers municipaux de Paris sous la Troisième République (1871-1914), Éditions de la Sorbonne, coll. « Histoire de la France aux XIXe et XXe siècles », 21 mars 2017 (ISBN 978-2-85944-855-4, lire en ligne), p. 47–74
- Résultats du premier tour, publiés dans Le Petit Journal du 11 janvier 1881
- Résultats du premier tour, publiés dans Le Petit Parisien du 11 janvier 1881
- Résultats du premier tour, publiés dans Le Rappel du 11 janvier 1881